# 이종서
이종서(李鍾瑞, 1955년 6월 5일 ~)는 대한민국의 공무원, 교육인이다.

## 학력
- 1970년 : 한밭중학교 졸업
- 1973년 : 대전고등학교 졸업
- 1977년 : 서울대학교 사회교육학 학사
- 1985년 : 서울대학교 교육대학원 사회교육학 석사
- 1991년 : 버밍엄대학교 대학원 교육행정학 석사
- 1999년 : 성균관대학교 교육대학원 교육행정학 박사

## 경력
- 1983 ~ 1985 : 서울시교육위원회 행정사무관
- 1985 ~ 1989 : 대통령비서실 행정관
- 교육부 재외국민교육과장, 과학교육과장, 학술지원과장, 대학학무과장, 전문대학행정과장
- 1996 ~ 1997 : 부산시교육청 관리국장
- 1997.08. ~ 1998.12. : 교육부 국제교육협력관
- 1999.01. ~ 1999.02. : 교육부 근무(부이사관)
- 1999.02. ~ 1999.12. : 교육부 근무(이사관)
- 1999.12. ~ 2000.07. : 교육부 교육정책기획관
- 2000.07. ~ 2001.01. : 교육부 고등교육지원국장
- 2001.01. ~ 2002.09. : 서울대학교 사무국장
- 2002.09. ~ 2003.05. : 대전시교육청 부교육감
- 교육인적자원부 교원소청심사위원회 위원장
- 2006.03. ~ 2007.06. : 교육인적자원부 차관
- 2006.08. ~ 2006.09. : 부총리 겸 교육인적자원부 장관 직무대행
- 2007.09. ~ 2010.09. : 한국교직원공제회 이사장
- 2013.03. ~ 2014.08.31. : 관동대학교 총장
- 2014.09.01. ~ 2015.03.20. : 가톨릭관동대학교 총장
- 2015.09. : 성신여자대학교 사범대학 석좌교수
- 2017.03.15. ~ 2021.02. : 대전대학교 총장
- 2022.05.01. ~ : 제9대 가톨릭꽃동네대학교 총장
- 2023.02.25. ~ 2028.02.24. : 꽃동네현도학원 이사

## 참고
| 전임 이기우 | 제7대 교육인적자원부 차관 2006년 3월 22일 ~ 2007년 6월 20일 | 후임 서남수 |

| 전임 김병준 | 부총리 겸 교육인적자원부 장관 직무대행 2006년 8월 9일 ~ 2006년 9월 19일 | 후임 김신일 |